# The Stargate
The Stargate es el quinto álbum de Mortiis, publicado por Earache Records en 1999.
Este trabajo de 8 temas representó el fin de su llamada "Era I", al tiempo que inauguraba su contrato con el sello Earache. El disco fue también lanzado en disco de vinilo, y en edición limitada acompañado de un libro. Fue relanzado en 2006 con una portada diferente.

## Lista de canciones
1. «Child of Curiosity and the Old Man of Knowledge»
2. «I Am the World»
3. «World Essence»
4. «Across the World of Wonders»
5. «(Passing By) An Old and Raped Village»
6. «Towards the Gate of Stars»
7. «Spirit of Conquest - The Warfare»
8. «Army of Conquest - The Warfare (Ever Onwards)»